# Alpenus assimilis
Alpenus assimilis är en fjärilsart som beskrevs av Jacob Hübner 1820. Alpenus assimilis ingår i släktet Alpenus och familjen björnspinnare. Inga underarter finns listade i Catalogue of Life.